# 刘懋典
刘懋典（1927年7月—2020年10月25日），河南平舆人，中华人民共和国政治人物。

## 生平
1950年6月，参加工作。1957年11月，加入中国共产党。1956年，担任景德镇市文化局副局长。1960年，担任景德镇市文化局局长。1959年11月，担任政协景德镇市第三届委员会副主席。1963年6月，连任第四届副主席。1965年，连任第五届副主席。1982年6月至1987年6月，担任政协景德镇市第六届委员会副主席。此外他还担任江西省人大第二、第三届代表。2020年10月25日在景德镇逝世，享年94岁。